# Black doom
Ne doit pas être confondu avec Black metal dépressif.
Genres associés
Dark metal, Depressive suicidal black metal
Le black doom, également stylisé black-doom, aussi appelé blackened doom, est un genre de heavy metal ayant émergé dans les années 1990. Il mêle des éléments du black metal et du doom metal, en particulier l'agressivité sonore, et notamment les thèmes de la mort et de la dépression.

## Caractéristiques
Le black doom émerge pendant le déclin de la deuxième vague du black metal dans la scène scandinave. La lenteur sonore du doom metal commence à se mêler au black metal et au pagan metal . Les hurlements, en particulier, ainsi que les morceaux de guitares hautement distordues commencent à caractériser un nouveau genre musical. Les groupes de black doom reprennent l'attitude satanique de la scène black metal. Il reprend des thèmes comme la dépression et le nihilisme.